# Der Sommer mit Mamã
Der Sommer mit Mamã (Originaltitel: Que horas ela volta?) ist ein brasilianischer Film. Er wurde auf der Berlinale 2015 mit dem Panorama Publikumspreis ausgezeichnet und lief am 20. August 2015 in den deutschen Kinos an.

## Handlung
Val führt in São Paulo den Haushalt des Ehepaars Carlos und Bárbara, die mit  ihrem  Sohn Fabinho in einem luxuriösen Haus mit Swimmingpool wohnen. Fabinho raucht mehr Cannabis, als ihm gut tut. Val hat vor mehr als zehn Jahren ihre Tochter Jéssica bei ihrem Vater zurückgelassen. Nun will diese nach São Paulo kommen und Architektur studieren. Val will Jéssica mit in ihrem eigenen Zimmer unterbringen. Carlos und Fabinho sind von ihr angetan und Carlos bietet Jéssica das Gästezimmer an. Er zeigt ihr seine Gemälde, führt sie in der Stadt herum und zeigt ihr Gebäude mit interessanter Architektur. Das führt zu Konflikten mit Val und ihrer Chefin Bárbara. Jéssica ist Tochter der Dienstbotin und Gast gleichzeitig. Nach einer „Wasserschlacht“ von Fabinho, einem Freund und Jéssica beobachtet Bárbara eine „Ratte“ im Pool und lässt dessen Wasserspiegel senken. Außerdem fordert sie den umgehenden Auszug Jéssicas, die dann mit ihrer Mutter zusammen eine Wohnung mietet.
Bei der Aufnahmeprüfung für sein Studium scheitert Fabinho, wohingegen Jéssica ihre Prüfung glänzend besteht. Ihre Mutter findet allerdings heraus, dass Jéssica ihrerseits Mutter ist und ihren kleinen Sohn Jose zurückgelassen hat. In der Dunkelheit klettert Val in den Pool und planscht in flachen Wasser. Am nächsten Tag kündigt sie ihre Arbeit. Sie will einen Massagesalon eröffnen und sich um ihr Enkelkind kümmern.